# Triocnemis saporis
Triocnemis saporis är en fjärilsart som beskrevs av Augustus Radcliffe Grote 1881. Triocnemis saporis ingår i släktet Triocnemis och familjen nattflyn. Inga underarter finns listade i Catalogue of Life.